# Whisky, Wodka, Wienerin
Whisky, Wodka, Wienerin ist eine österreichische Filmkomödie aus dem Jahr 1958 von dem Regisseur Helmut Weiss. Das Drehbuch stammt von Johanna Sibelius und Eberhard Keindorff. Es beruht auf dem Lustspiel „Rendezvous in Wien“ von Fritz Eckhardt. Unter diesem Titel war das Werk bereits 1936 – damals noch in Schwarzweiß – von Victor Janson mit Magda Schneider, Wolf Albach-Retty, Adele Sandrock und Leo Slezak in den Hauptrollen verfilmt worden. Für die Neuverfilmung wurde die Handlung in die Gegenwart verlegt. In den Hauptrollen sind Hans Holt, Margit Saad, Peter Weck und Peer Schmidt zu sehen. Zum ersten Mal ins Kino kam das Werk am 8. Januar 1959.

## Handlung
Wien in den 1950er Jahren. Der erfolgreiche Komponist Alexander Marhold sieht seinem 50. Geburtstag entgegen. Er ist fest entschlossen, in Bälde zum vierten Mal vor den Traualtar zu treten, um das Verhältnis mit seiner Sekretärin Heidi zu legalisieren. Noch aber ist er verheiratet und lebt mit seiner Gattin Beate unter einem Dach. Unerwartet erhält er Besuch von seinem Jugendfreund, dem Ministerialrat Windberger vom Außenministerium. Der kündigt an, für seine Komposition „Die Waffen nieder“ werde ihm an seinem Geburtstag die österreichische Friedensmedaille verliehen. Zu diesem Ereignis möge er doch in seiner Villa ein Festessen für 24 Personen geben. Marhold ahnt nicht, dass Windberger auch seine zwei Söhne aus erster und zweiter Ehe eingeladen hat: Sascha, der jetzt in Moskau lebt und einen hohen sowjetischen Funktionär zum Stiefvater hat, sowie Bobby, den Stiefsohn des amerikanischen schwerreichen Industriellen Bullit. Die Anwesenheit der jungen Männer will das österreichische Außenministerium dazu benutzen, um in Verhandlungen zur Beschaffung eines Erdsatelliten einzutreten.
Zu der Geburtstagsfeier bringen die beiden Söhne des Jubilars die Atmosphäre ihrer Herkunftsländer mit ein: Sascha als ein dauernd ernst wirkender Russe, der nicht aufhört, die Vorzüge seiner neuen Heimat zu preisen, und Bobby als salopper fröhlicher Amerikaner. Es dauert nicht lange, bis die zwei anfangen, mit der hübschen Gattin des Komponisten zu flirten. Dies geht sogar so weit, dass jeder Beate einen Heiratsantrag macht, nachdem bekannt geworden ist, dass der Jubilar bald seine Sekretärin zu ehelichen gedenkt. Je länger aber der Hausherr mit ansehen muss, wie sich seine Söhne um die Gunst seiner Noch-Ehefrau bemühen, desto eifersüchtiger wird er. Schließlich wird ihm bewusst, was er an ihr hat; er verwirft seinen dritten Heiratsplan und sorgt dafür, dass Heidi und der Ministerialrat ein Paar werden.
Auch die diplomatischen Hintergedanken gehen in Erfüllung: Durch die Verwechslung eines Aktenkoffers mit wichtigen Geheimdokumenten und Windbergers Verhandlungsgeschick wird dem österreichischen Staat die Überlassung eines Erdsatelliten in Aussicht gestellt, den die Russen liefern und die Amerikaner finanzieren. Sascha und Bobby verlassen die Alpenrepublik als Freunde, und der Ministerialrat wird für seine Verdienste zum Botschafter befördert.

## Produktionsnotizen
Der in späteren Jahren als Regisseur sehr bekannt gewordene Franz Josef Gottlieb hatte sich hier noch als Regieassistent betätigt. Die Bauten stammen von dem Filmarchitekten Otto Pischinger. Erika Russ steuerte die Kostüme bei.

## Kritiken
Das Lexikon des internationalen Films schrieb, der Film sei ein „unterhaltsames Politmärchen nach einem pointenreichen Bühnenstück.“

## Quelle
- Programm zum Film: „Das Neue Film-Programm“, erschienen im gleichnamigen Verlag in Mannheim, Nr. 4242